# 汫洲镇
汫洲镇，是中华人民共和国广东省潮州市饶平县下辖的一个乡镇级行政单位。
汫洲镇汫洲，古称瀛洲，始创于唐朝末期。明成化时，汫洲设堡，管辖海山等地，隶属信宁都，在明清時期屬信寧都汫洲堡。

## 行政区划
汫洲镇下辖以下地区：
汫西社区、汫北社区、汫和社区、汫平社区、汫南社区、汫东社区、港西社区、东风社区、湖水村、东灶村、下园村、山家村和西峡村。

## 語言
汫洲镇通行潮州話。

## 信仰
汫南社区
- 瀛洲大庙:供奉三山国王、五谷大帝、七圣夫人、龙尾王爷
- 永福寺:供奉阿弥陀佛、释迦摩尼佛、药师佛
- 汫洲文祠:供奉文昌帝君

## 姓氏由來
康姓， 汫洲镇东灶村康姓居民入饶始祖康长官，以渔、农为业。于明末清初从福建漳州龙溪县许撤村迁徙入饶平县，初居海山东边村，后移居东灶,分支住黄冈、仙洲、樟溪。
林姓， 汫洲林姓居民入饶始祖林梅斋先居福建兴化府莆田县，元初入饶，住今之饶平县汫洲寨山脚。
麦姓， 麦铁杖为中国麦氏共尊之一世祖，广东南雄成为麦氏之发祥地。至第12世有麦炽，字仁昌，因避五代之乱，徙居福建泉郡，麦氏又在福建开基繁衍，传至南宋，有麦进成，居福建莆田，淳祐七年（1247年)丁未科进士，官正奏士郎左春坊内阁主簿。南宋末年，卸篆携眷南迁今饶平大埕上东村创居。因其子孙以渔猎为业，故传至裔孙麦枚基，旋于明成化间，复迁居于汫洲岛屿，自兹蕃衍生息，汫洲麦氏，还有部分外移饶平县境内钱东镇仙洲、海山、汕头和陆丰，以及港台南洋等地。
卓姓， 卓氏始祖，籍系福建省莆田西河人氏，约于南宋时，带子三人始入广东潮州饶平境内谋生，几经迁徙，约南宋理宗22年（公元1246年）定居饶平汫洲山家创祖，距今770多年。据古墓宗祠考证，始祖墓基建于本村“樟脚地”，现有始祖祠“追远堂”一座完好；二世祖墓建于本村“鲤鱼脐”地。三世祖敦良公墓建于本村叠石公山的“鲤鱼尾”地。
余姓， 黄冈镇从福建迁来的余姓始袓名英，字文英（原姓黄名言，承嗣余家），幼随袓 居福建汀州、宋咸淳末（约1274年）与侄有聪避难徙居广东潮州饶平三饶严寨里，元初迁居饶平黄冈。现黄冈城内、上林、葛口、汫洲等余姓居民为其衍派。
黄姓， 黄氏先祖守恭公，号一翁，唐贞观三年(629年)正月十五日辰时生。卜居南安丰州东南郊(今属泉州鲤城区)。唐垂拱二年(686年)，守恭公因感桑莲肇瑞，遂舍桑田、宅第，延匡护大师主持，并花大量人力物力投入建寺庙，为泉州佛教建立基地，因建殿时尝有紫云覆地，又称紫云寺，此即紫云黄氏肇宗之由来。自垂拱迄开元四易寺号，开元二十六年(738年)始称开元寺。寺东侧建檀樾祠，奉祀守恭公禄位，为紫云黄氏祖庭。守恭公五子黄纬居漳浦南诏(诏安)，迄今日“五安”海内外紫云黄氏族人已达数百万，追根溯源，共尊守恭公为“紫云黄氏始祖”。欲识紫云真道脉，源头始祖在泉州。黃紫峰，諱當保，字元進，元末攜弟紫岩公由閩漳州詔安縣石斗涵鄉至潮饒尖峰山下(錢東)創居，為邑大賓。裔孫居錢東、汫洲、湯溪等。
邱姓， 邱氏先祖居福建莆田。必化公，淑敏公七子，生于南宋宁宗嘉定十七年甲申（1224年），咸淳间进士，官拜治礼郎。卒于宋末1272年前，寿约49岁。生长子：惟祉；次子惟袒。惟祉20岁亡故（估1241-1260年），遗一子玄辅（约1258年生），母林氏矢志守孀。化公委孤托寡于汫洲玄辅外祖家，玄辅随母而居。惟袒约于咸淳初（1266年）迁于海阳苏寨（今潮安官塘），并携回侄玄辅（9岁）同住。后化公辞官随袒居官塘苏寨，玄辅又于1272年赴饶平县汫洲随母暂居，后避世海滨居饶平汫洲港西，为汫洲港西开基祖。化公二子分派两处也。后裔分衍于浮山之黄岐山（今联饶镇）等地；苏寨一处则有分衍于潮州湘桥意溪等处。
倪姓， 元末明初，福建泉州莆田战乱四起，民不聊生，倪朝奉之长子倪十五便率胞弟倪学士、倪十二及族人共18人于明洪武元年(今广东潮阳市鹤洋村)开基创业。倪十五传于倪逸斋，逸斋传子三入：长子倪念三，仍留居鹤洋；次子倪念四，于明宣穗五年(1430年)迂创广东海阳县东莆都生聚村(今属潮安县沙溪镇)；季子倪念七于宣德四年迁创广东揭阳县蓝田都硕浦村(即今揭东县新亨镇硕和村)，三兄弟分居三阳，各自开基立业。明正德年间倪讲学住创广东普宁市军埠镇凤村。凤村五世祖倪和里又迁创惠来县葵潭镇溪沙村。潮安生聚系五世祖倪元华迁创潮州城下水门；倪元赞迁住南澳；另有一支苗裔迁往陆丰市甲子镇；现今居于汕头市区的倪氏也属潮安生聚系派下的子孙。揭阳硕浦系二世祖倪潮隐迁创普宁军埠墟。广东饶平汫洲倪氏，属于普宁倪厝分支。
施姓， 元末明初，福建泉州晋江龙湖南寻六世祖施广宁由福建南下进入广东潮汕，首驻广东饶平鸿门茂林乡（汫洲西峡村）又开始新的繁衍发展，至今已有六百多年的历史了。裔孙迁居饶平钱东施厝、钱东调园、黄冈汛州、西峡、黄冈镇、南澳、汕头新溪（来自古莲寮）。
庄姓，  庄慎峰，于明正德年间(1506-1521)为躲官司，从广东饶平黄冈大衙避居今新圩镇，为新圩庄氏开基始祖。庄福泉，乃庄慎峰之侄子，于明正德年间随叔父庄慎峰离开黄冈大衙，避居今饶平新圩镇。庄福泉成人后，举家迁往饶平信宁都井洲岛另创基业，为井洲庄氏开基始祖。
李姓，  李氏先祖原从甘肃南迁定居在广东饶平县鸿门十三乡之一的后陂村，后来后陂村迁徙，少量住民迁入汫洲镇东灶村，现有户数十多户。